# Yala (Kenia)
Yala – miasto w Kenii, w hrabstwie Siaya. 
Według danych ze spisu powszechnego w 2019 roku liczyło 31 561 mieszkańców – 15 022 mężczyzn i 16 535 kobiet.